# Giuseppe Billanovich
Giuseppe Billanovich (Cittadella, 6 agosto 1913 – Padova, 2 febbraio 2000) è stato un filologo, critico letterario e italianista italiano.
Con il fratello Guido fondò alla metà degli anni '50 la casa editrice Antenore.

## Biografia
Figlio di Eugenio, medico originario di Traù, e di Maria Ciani, si laureò all'Università di Padova nel 1934 con una tesi in storia romana (relatore Aldo Ferrabino). Insegnò all'Istituto Universitario Orientale di Napoli, al Warburg Institute, all'Università di Friburgo, dove fu collega di Gianfranco Contini, e alla Università Cattolica del Sacro Cuore di Milano. Proprio alla Cattolica ebbe l'incarico di uno dei primi insegnamenti di Filologia medievale e umanistica, disciplina che aveva contribuito a fondare. Nel 1958, con Carlo Dionisotti, Augusto Campana e Paolo Sambin, diede vita alla rivista Italia medioevale e umanistica.
Tra i massimi studiosi dell'Umanesimo e della tradizione dei classici latini, dedicò indagini fondamentali a Petrarca (basti citare quelle sul Rerum memorandarum libri) con le quali ravvivò le attività di lavoro dell'Edizione nazionale delle opere di Petrarca. Importanti anche i suoi precoci studi su Teofilo Folengo (particolarmente Tra don Teofilo e Merlin Cocaio, Napoli, 1948). Nel 1949 propose di identificare la mano di Petrarca in uno dei più importanti codici di Tito Livio, l'Harleiano 2493 (Londra, British Library, di cui curò anche l'edizione anastatica nel 1981). Tale proposta non è più accettata dalla critica.
Fu socio corrispondente dell'Accademia Galileiana di Scienze, Lettere ed Arti dal 21 aprile 1963.
Nel 1965 l'Accademia dei Lincei gli conferì il Premio Feltrinelli per la Filologia.
Gli eredi Billanovich hanno recentemente donato all'Università Cattolica di Milano l'archivio dello studioso, che comprende, tra l'altro, un epistolario di oltre 30000 pezzi.

## Opere
- Restauri boccacceschi, Roma, Edizioni di storia e letteratura, 1945
- Petrarca letterato. Lo scrittoio del Petrarca, Roma, Edizioni di storia e letteratura, 1947
- Petrarca e Padova, Padova, Antenore, 1976
- La tradizione del testo di Livio e le origini dell'Umanesimo, Padova, Antenore, 1981; contiene:
  - Vol. 1: Tradizione e fortuna di Livio tra Medioevo e Umanesimo
  - Vol. 2: Il Livio del Petrarca e del Valla: Londra, British Library, Harleian 2493 riprodotto integralmente
- Come nacque un capolavoro: la "Cronica" del non più anonimo romano, Roma, Accademia Nazionale dei Lincei, 1995
- Petrarca e il primo umanesimo, Padova, Antenore, 1996
- Itinera: vicende di libri e di testi, Roma, Edizioni di storia e letteratura, 2004